# Jameson
Jameson – odmiana irlandzkiej whiskey typu blended, po raz pierwszy wyprodukowana w 1780 roku przez Johna Jamesona jako jedna z najwcześniejszych czterech whiskey produkowanych w Dublinie, wytwarzana w Midleton w hrabstwie Cork w Irlandii, wyjąwszy proces blendowania, który ma miejsce w Dublinie. 
Na butelkach umieszcza się motto rodziny Jamesonów: Sine Metu – bez strachu.

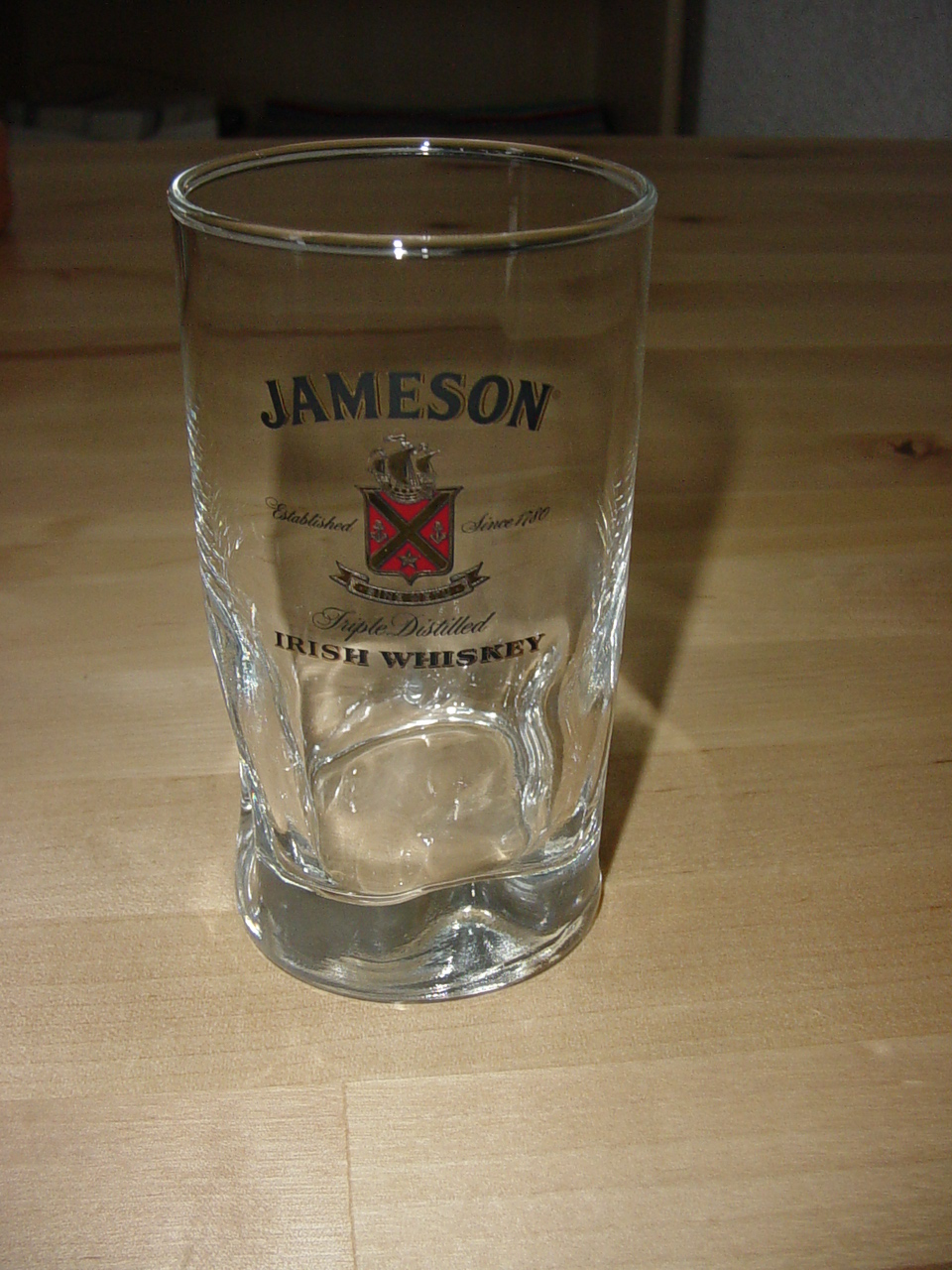
Firmowa szklanka Jamesona

Rocznie sprzedaje się w ponad 120 krajach ok. 22 milionów butelek Jamesona, co oznacza, że jest to najlepiej sprzedająca się irlandzka whiskey na świecie.

## Rodzaje
Poza Jameson Original, pod marką Jameson produkowane są także:
- Jameson Crested Ten
- Jameson 12 Year Old (oficjalnie znana jako Jameson 1780)
- Jameson 18 Year Old
- Jameson Gold

Wytwórnia Jamesona produkuje także jedyną w swoim gatunku pure pot still whiskey Redbreast 12 Years oraz najbardziej ekskluzywną z irlandzkich whiskey Midleton Very Rare.

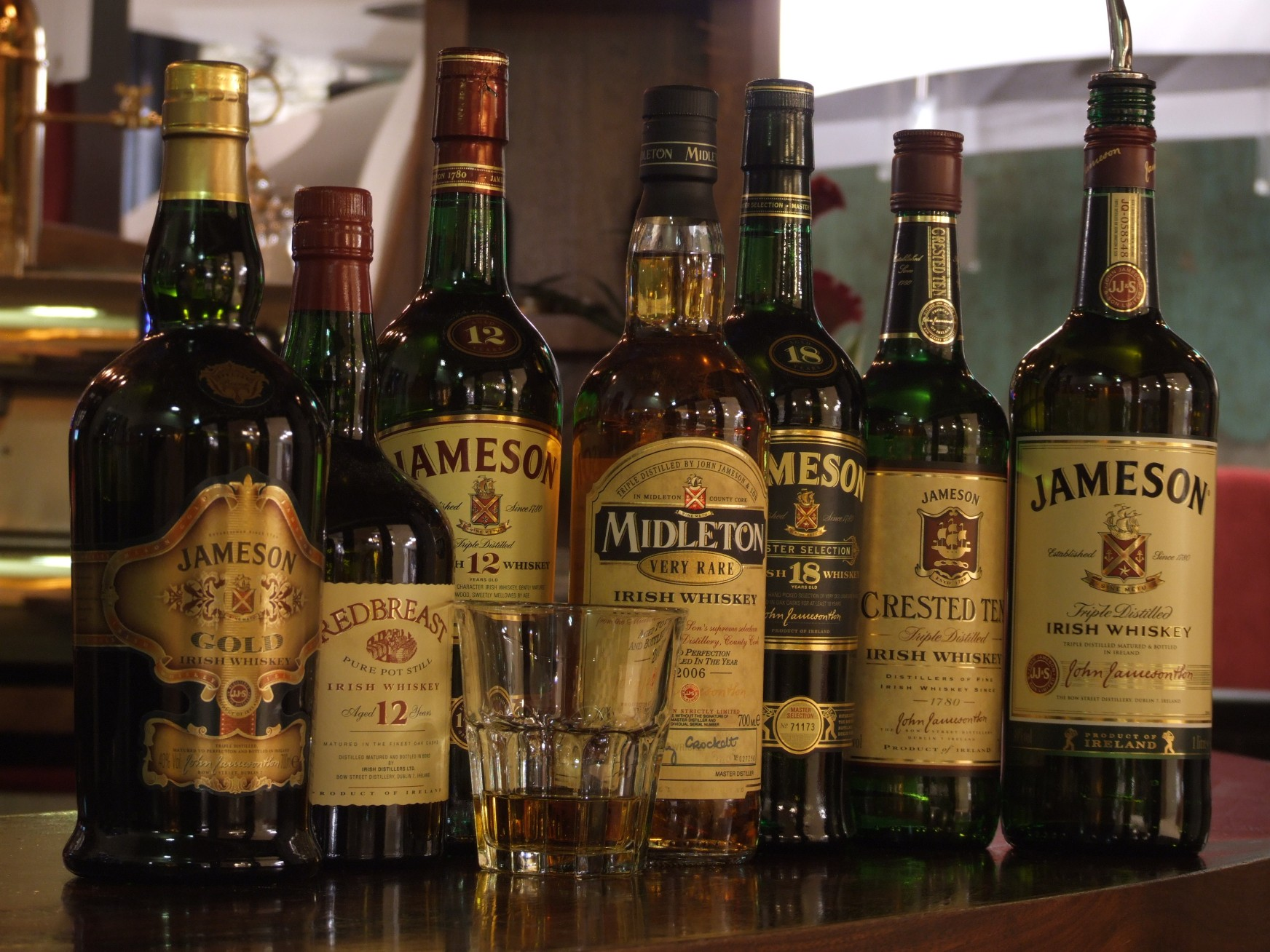
Asortyment whiskey Jameson. Od lewej: Jameson Gold, Redbreast Pure Pot Still 12yo, Jameson 12yo, Midleton Very Rare 2006, Jameson 18yo Master Selection, Jameson Crested Ten i Jameson Original Irish Whiskey.